# Venturi 600LM

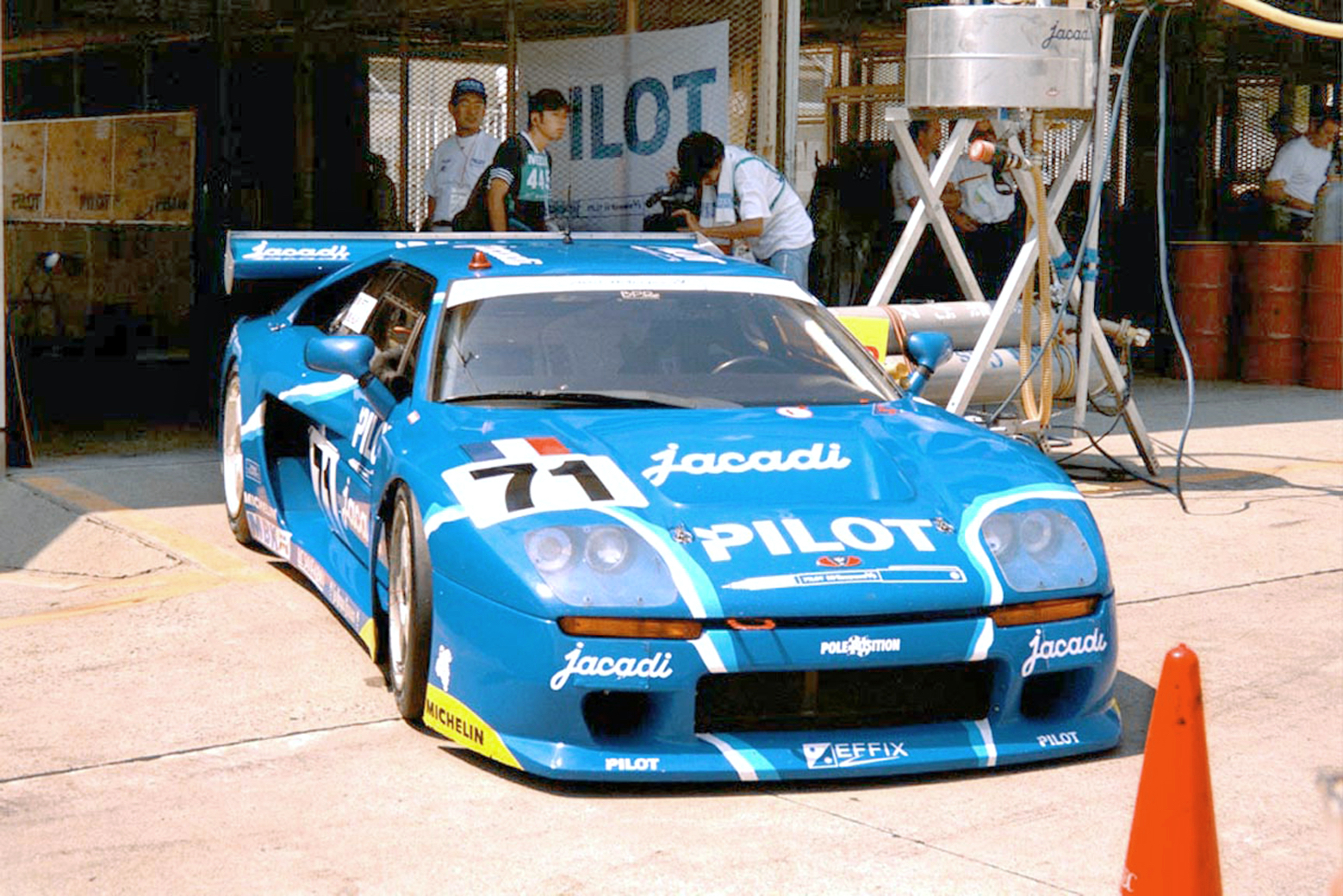
Venturi 600LM beim 1000-km-Rennen von Paris 1994. Michel Ferté und Michel Neugarten erreichten mit dem Wagen den vierten Rang in der Gesamtwertung

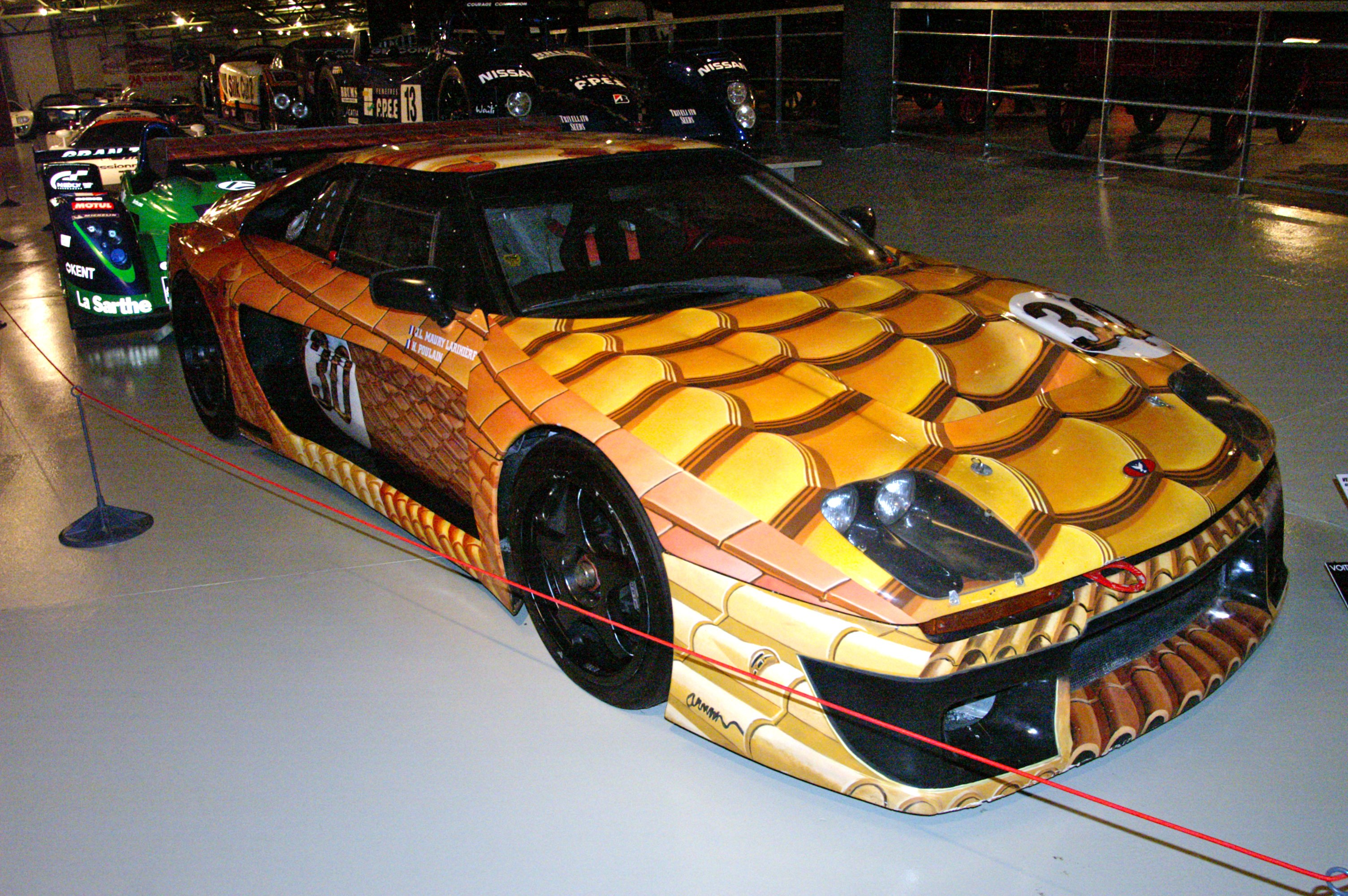
Ein weiterer 600LM. Dieser Wagen wurde 1994 von Jean-Luc Maury-Laribière, Bernard Chauvin und Hervé Poulain beim 24-Stunden-Rennen von Le Mans pilotiert

Der Venturi 600LM war ein Sportwagen für den Motorsport, der 1993 von Venturi vorgestellt wurde.

## Entwicklungsgeschichte und Technik
Der 600LM war ein GT-Rennwagen, den Venturi für das eigene Werksteam und zahlungskräftige Kunden zum Einsatz in der BPR Global GT Series entwickelte. Der 600LM war eine Weiterentwicklung des 500LM. 17 Fahrgestelle wurden fertiggestellt, wobei  einige umgebaute 500LM waren.
Angetrieben wurden die Wagen von einem 3-Liter-V6-PRV-Motor von Renault, der laut Werksangaben 600 PS leistete.

## Renngeschichte

### 1994
Das Renndebüt gab der 600LM beim 4-Stunden-Rennen von Jarama. Das Rennen war der zweite Wertungslauf der BPR Global GT Series 1994. Vor dem Rennen wurde vier Fahrgestelle an vier Teams ausgeliefert, doch nur drei Wagen gingen an den Start. Michel Trollé, der für ein Rennen ein Comeback gab, und Pascal Witmeur fuhren den Wagen von Stéphane Ratel, einem der Gründer der Rennserie. Jacques Tropenat und Ferdinand de Lesseps gingen für die BBA Compétition ins Rennen. Der dritte Venturi wurde von Jacadi Racing gemeldet und von Michel Ferté und Michel Neugarten gefahren. Alle drei Wagen fielen vorzeitig aus.
Beim dritten Saisonrennen, dem 4-Stunden-Rennen von Dijon, waren fünf 600LM gemeldet, die auch alle ins Rennen gingen. Für das Rennwagenmodell gab es einen überraschenden Doppelsieg. Michel Ferté und Michel Neugarten siegten vor dem von Riccardo Agusta gemeldeten 600LM, der von Philippe Olczyk und Almo Coppelli gefahren wurde.
Auch der nächste Renneinsatz brachte einen Gesamtsieg. Auf dem Ovalkurs von Montlhéry gewannen Jean-Claude Basso und Henri Pescarolo auf dem Fahrgestell LM009 beim 1000-km-Rennen von Paris. Ausgerechnet beim für französische Teams so wichtigen 24-Stunden-Rennen von Le Mans kam kein 600LM in die Wertung.
Die Saison brachte im weiteren Verlauf dann noch zwei Erfolge. Michel Ferté und Michel Neugarten siegten beim 4-Stunden-Rennen von Spa-Francorchamps und Ferté beim zur Britischen GT-Meisterschaft zählenden Rennen in Silverstone.

### 1995 und 1996
1995 konnten die im Vorjahr so konkurrenzfähigen 600LM nicht mehr mit demselben Erfolg pilotiert werden. Das beste Ergebnis war der vierte Gesamtrang von Michel Faraut, François Birbeau und Éric Graham beim 1000-km-Rennen von Paris.
Ab 1996 verschwanden die 600LM im hinteren Feld der Sportwagenrennen. Erfolge im Spitzenfeld waren mit dem Rennwagenmodell nicht mehr zu erzielen.